# Pseudatteria rivularis
Pseudatteria rivularis es una especie de polilla del género Pseudatteria, familia Tortricidae.
Fue descrita científicamente por Butler en 1875, está estrechamente relacionada con Pseudatteria volcanica, de la que se ha considerado subespecie (P. v. rivularis). Habita en Centroamérica.